# Londoni Közgyűlés
A Londoni Közgyűlés egy 2000-es decentralizálási népszavazás során létrehozott 25 tagú testület, melynek feladata a londoni polgármester tevékenységének ellenőrzése, valamint tanácsadás. A tanács része a Nagy-Londoni Hatóságnak.

### A Közgyűlés összetétele (2000-)

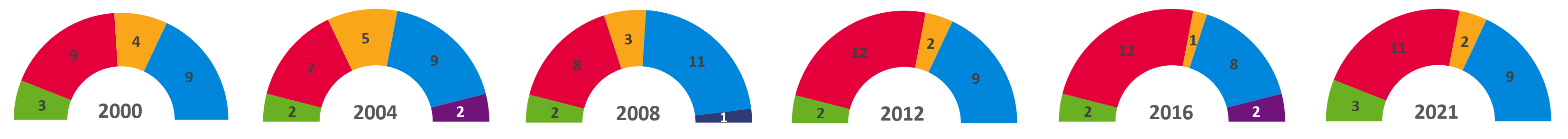
Zöldek Munkáspárt Liberális Demokraták Konzervatív Párt UKIP BNP

## Mandátumelosztás
| Párt | Párt                 | Mandátumok | Mandátumok | Mandátumok | Mandátumok | Mandátumok | Mandátumok | Mandátumok |
| Párt | Párt                 | 2000       | 2004       | 2008       | 2012       | 2016       | 2021       | 2021       |
| ---- | -------------------- | ---------- | ---------- | ---------- | ---------- | ---------- | ---------- | ---------- |
|      | Munkáspárt           | 9          | 7          | 8          | 12         | 12         | 11         | 11 / 25    |
|      | Konzervatívok        | 9          | 9          | 11         | 9          | 8          | 9          | 9 / 25     |
|      | Zöldek               | 3          | 2          | 2          | 2          | 2          | 3          | 3 / 25     |
|      | Liberális Demokraták | 4          | 5          | 3          | 2          | 1          | 2          | 2 / 25     |
|      | UKIP                 | 0          | 2          | 0          | 0          | 2          | 0          | 0 / 25     |
|      | BNP                  | 0          | 0          | 1          | 0          | 0          | –          | 0 / 25     |

## A közgyűlés elnökei
| Név             | Terminus       | Terminus       | Párt | Párt                 |
| Név             | Kezdete        | Vége           | Párt | Párt                 |
| --------------- | -------------- | -------------- | ---- | -------------------- |
| Trevor Phillips | 2000 májusa    | 2001 májusa    |      | Munkáspárt           |
| Sally Hamwee    | 2001 májusa    | 2002 májusa    |      | Liberális Demokraták |
| Trevor Phillips | 2002 májusa    | 2003 februárja |      | Munkáspárt           |
| Sally Hamwee    | 2003 februárja | 2004 májusa    |      | Liberális Demokraták |
| Brian Coleman   | 2004 májusa    | 2005 májusa    |      | Konzervatívok        |
| Sally Hamwee    | 2005 májusa    | 2006 májusa    |      | Liberális Demokraták |
| Brian Coleman   | 2006 májusa    | 2007 májusa    |      | Konzervatívok        |
| Sally Hamwee    | 2007 májusa    | 2008 májusa    |      | Liberális Demokraták |
| Jennette Arnold | 2008 májusa    | 2009 májusa    |      | Munkáspárt           |
| Darren Johnson  | 2009 májusa    | 2010 májusa    |      | Zöldek               |
| Dee Doocey      | 2010 májusa    | 2011 májusa    |      | Liberális Demokraták |
| Jennette Arnold | 2011 májusa    | 2013 májusa    |      | Munkáspárt           |
| Darren Johnson  | 2013 májusa    | 2014 májusa    |      | Zöldek               |
| Roger Evans     | 2014 májusa    | 2015 májusa    |      | Konzervatívok        |
| Jennette Arnold | 2015 májusa    | 2016 májusa    |      | Munkáspárt           |
| Tony Arbour     | 2016 májusa    | 2017 májusa    |      | Konzervatívok        |
| Jennette Arnold | 2017 májusa    | 2018 májusa    |      | Munkáspárt           |
| Tony Arbour     | 2018 májusa    | 2019 májusa    |      | Konzervatívok        |
| Jennette Arnold | 2019 májusa    | 2020 májusa    |      | Munkáspárt           |
| Navin Shah      | 2020 májusa    | 2021 májusa    |      | Munkáspárt           |
| Andrew Boff     | 2021 májusa    | 2022 májusa    |      | Konzervatívok        |
| Onkar Sahota    | 2022 májusa    | hivatalban     |      | Munkáspárt           |

## Galéria

### Választási eredmények térképen

2000-es eredmények
2004-es eredmények
2008-as eredmények
2012-es eredmények
2016-ps eredmények
2021-es eredmények

## Fordítás
Ez a szócikk részben vagy egészben  a   London Assembly című angol Wikipédia-szócikk ezen változatának fordításán alapul.  Az eredeti cikk szerkesztőit annak laptörténete sorolja fel. Ez a jelzés csupán a megfogalmazás eredetét és a szerzői jogokat jelzi, nem szolgál a cikkben szereplő információk forrásmegjelöléseként.